# Aussoue
Pour les articles homonymes, voir Aussou.
L'Aussoue est une  rivière du Sud de la France et un sous-affluent de la Garonne par la Save.

## Géographie
De 33,7 km de longueur, l'Aussoue prend sa source aux abords du plateau de Lannemezan sur la commune de Lilhac et se jette dans la Save à l'amont de Labastide-Savès.

## Départements et communes traversées
- Haute-Garonne : Lilhac, Salerm, Saint-Frajou, Coueilles, Castelgaillard, Agassac, Mauvezin, Frontignan-Savès.
- Gers : Garravet, Saint-Lizier-du-Planté, Puylausic, Montégut-Savès, Sauvimont, Nizas, Samatan, Labastide-Savès.

## Principaux affluents
- Ruisseau de Bartet : 6,5 km
- la Gradoue : 7,3 km
- l'Espienne : 17,5 km
- le Naudet ou la Lieuze : 15,9 km

## Hydrologie
L'aussoue et ses affluents (notamment l'Espienne) se sont montrés particulièrement violents lors des crues de 1977, de 2000 et de 2002.